# NXT No Mercy (2023)
Pour les articles homonymes, voir No Mercy.
L’édition No Mercy de NXT TakeOver est un Premium Live Event de catch (lutte professionnelle) produit par la World Wrestling Entertainment, une fédération de catch américaine qui est diffusée et visible en paiement à la séance sur le WWE Network. Cet événement met en avant les Superstars de NXT, le club-école de la compagnie. Il a eu lieu le 30 septembre 2023 au Mechanics Bank Arena à Bakersfield (Californie). Il s'agit du cinquante-et-unième événement de NXT TakeOver et de la 14e édition de No Mercy qui fait son retour après 6 ans d'absence.

## Contexte
Les spectacles de la World Wrestling Entertainment (WWE) sont constitués de matchs aux résultats prédéterminés par les scénaristes de la WWE. Ces rencontres sont justifiées par des storylines – une rivalité avec un catcheur, la plupart du temps – ou par des qualifications survenues dans les shows de la WWE telles que Raw, SmackDown et NXT. Tous les catcheurs possèdent une gimmick, c'est-à-dire qu'ils incarnent un personnage gentil (Face) ou méchant (Heel), qui évolue au fil des rencontres. Un événement comme No Mercy est donc un événement tournant pour les différentes storylines en cours,.

## Tableau des matchs
| Ordre par numéros                                                                         | Résultat | Stipulation(s)                                                                                 | Temps |
| ----------------------------------------------------------------------------------------- | --- | ---------------------------------------------------------------------------------------------- | ----- |
| 1                                                                                         | Blair Davenport bat Kelani Jordan | Match simple                                                                                   | 6:38  |
| 2                                                                                         | Baron Corbin bat Bron Breakker | Match simple                                                                                   | 9:33  |
| 3                                                                                         | Trick Williams bat "Dirty" Dominik Mysterio (c) | Match simple pour le NXT North American Championship Dragon Lee est l'arbitre spécial du match | 9:28  |
| 4                                                                                         | The D'Angelo Family (Tony D'Angelo et Channing "Stacks" Lorenzo) (c) bat The Creed Brothers (Brutus et Julius Creed), Los Lotharios (Angel et Humberto) et Bronco Nima et Lucien Price | Fatal 4-Way Tag Team match pour les NXT Tag Team Championship                                  | 12:07 |
| 5                                                                                         | Noam Dar (c) bat Butch | Heritage Rules match pour le NXT Heritage Cup Championship                                     | 15:54 |
| 6                                                                                         | Ilja Dragunov bat Carmelo Hayes (c) | Match simple pour le NXT Championship                                                          | 21:04 |
| 7                                                                                         | Becky Lynch (c) bat Tiffany Stratton | Extreme Rules match pour le NXT Women's Championship                                           | 20:19 |
| La lettre C placée entre parenthèses désigne la personne ou l’équipe championne en titre. | |                                                                                                |       |